# Kemurikusa
Kemurikusa (ケムリクサ?) (Japonés: ケムリクサ) es un anime japonés adaptado de una ONA del mismo nombre. La serie es producida por Yaoyorozu, y se estrenará el 9 de enero de 2019.

## Sinopsis
Unas chicas combaten contra raras criaturas llamadas “mushi” (insectos). No tienen problemas para enfrentarlas usando sus poderes especiales y capacidad para la batallas, sin embargo, al mismo tiempo deben intentar sobrevivir en un mundo cubierto por una extraña niebla roja e ir completando un mapa donde están las mushi hasta extinguirlas a todas.